# Active Enterprises
『Active Enterprises』(アクティブ　エンタープライゼス)とは、かつてバハマ国に存在した企業。

## 概要
ニコニコ動画などで一躍人気となったチーターマンを開発した企業として知られる。1989年にヴィンス・ペリとラウル・ゴミラによって設立される。税金関系の問題を回避するため、本社をバハマ国に、事業所をアメリカ合衆国のフロリダ州に置いていた。二人は後の『Action 52』の構想を元に、この頃からゲームを開発していた。

## ゲームの歴史
1991年、NES(北米版ファミリーコンピュータ)用ゲームソフトAction 52をリリース。だが、任天堂には無許可であり、199ドルという高価な価格であった。当時の為替レートで換算すると1ドル当たり約130円となるので約26,000円となる。当時のNESのソフト価格の相場は、高くても70ドル程度であることを考えると高価であると言わざるを得ない。ソフト1本あたり4ドル未満、としていたもののやはり売り上げは伸びず、1993年頃には79ドルに価格を下げている。一部のカートリッジは1時間ほどプレイすると熱を出し、異臭を出すという問題点もあった。1993年にはGenesis(北米版メガドライブ)版もリリースされた。
発売に伴い、CMの製作を行ったほか、10万4千ドルを優勝者に贈るコンテストを開催していた。Action 52に収録されている『Ooze』というゲームのステージ5のクリア写真を送るというものであったが、途中のステージでバグが起き、絶対にクリア出来ないようになっていた。
その後、1994年のコンシューマー・エレクトロニクス・ショーでチーターマンⅡ(The CheetahmenⅡ)及びAction Game Masterと呼ばれる3.4インチ液晶を搭載し、NES、SNES(北米版スーパーファミコン)、Genesisを相互接続しCD-ROMを使用できる携帯型ゲーム機の構想を発表した。しかし、任天堂及びセガには無許可であり、それらを得ていた事実も確認されていない。